# 雄風王
雄風王（おかぜおう、弘仁5年（814年） - 斉衡2年6月26日（855年8月12日））は、平安時代初期の皇族。桓武天皇の孫。二品・万多親王の四男。官位は従四位下・左馬頭。

## 経歴
若い頃から大学寮で学び、推挙されて皇太子・道康親王の身近に仕える。嘉祥3年（850年）道康親王の即位（文徳天皇）に伴い、二世王の蔭位により无位から従四位下に直叙される。嘉祥4年（851年）次侍従、仁寿2年（852年）左馬頭を歴任した。
斉衡2年（855年）6月26日卒去。享年42。最終官位は散位従四位下。卒去にあたって文徳天皇に非常に哀れみ悼まれたという。貞観4年（862年）兄弟の正躬王の上表により子息の定相王が平朝臣姓を与えられ臣籍降下している。

## 人物
奥深く静かな性格で、頭の働きがすばやかった。立ち居振る舞いが淑やかで優雅であり、心が広くてゆったりしていた。また、鷹狩や乗馬を非常によく習得していたという。

## 官歴
『六国史』による。
- 嘉祥3年（850年） 4月17日：従四位下（直叙）
- 嘉祥4年（851年） 4月1日：次侍従
- 仁寿2年（852年） 正月15日：左馬頭
- 斉衡2年（855年） 6月26日：卒去（散位従四位下）

## 系譜
- 父：万多親王
- 母：不詳
- 妻：不詳
  - 男子：平定相
  - 男子：平有相
  - 女子：橘広相室[3]
  - 女子：藤原忠行室[4]